# Machulec
Machulec, na niektórych mapach i w niektórych przewodnikach opisywany także jako Mahulec – samodzielny, wyniosły w większości zalesiony grzbiet na Pogórzu Wiśnickim, położony na wschód od Pasma Szpilówki, oddzielony od niego doliną potoku Zelina Jurkowska. Mapa Geoportalu podaje wysokość 480 m, na innych mapach jest 483 m. Machulec wznosi się nad miejscowością Czchów, Tymowa i Iwkowa. Z jego odsłoniętych wschodnich stoków rozciągają się wybitne widoki na dolinę Dunajca, Pogórze Wiśnickie, Rożnowskie i Beskid Wyspowy.

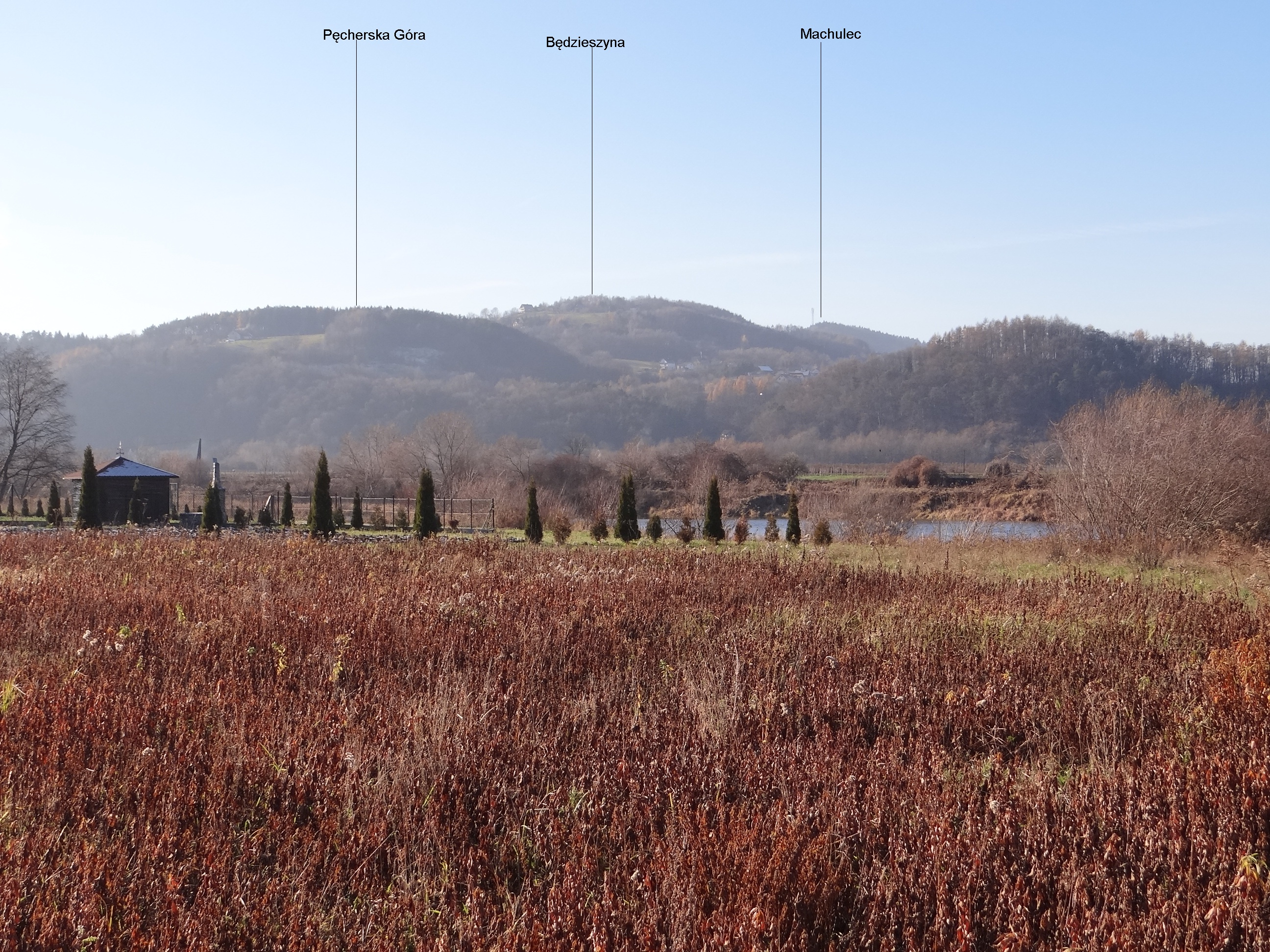
Widok z miejscowości Piaski-Drużków

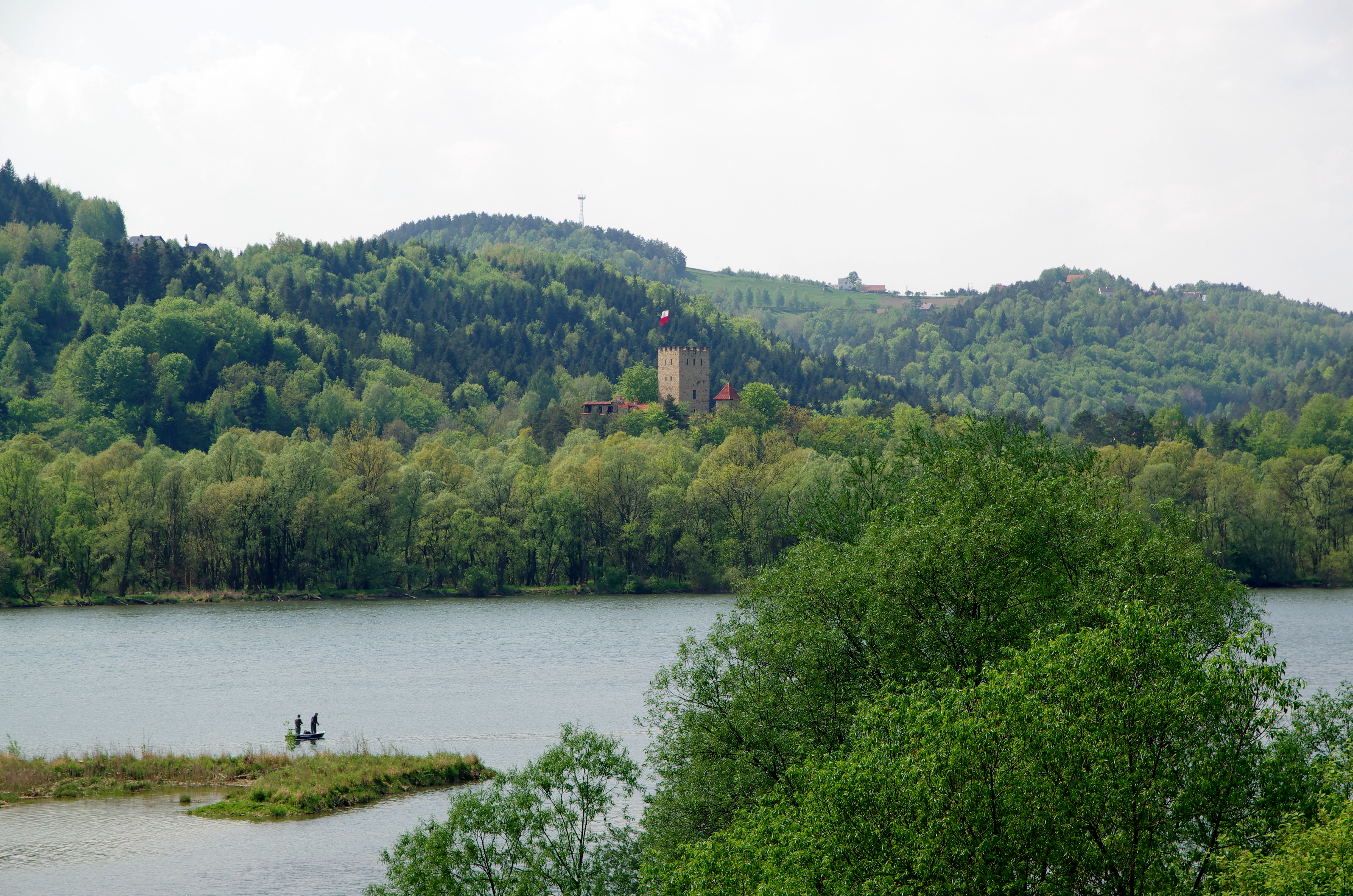
Zamek Tropsztyn, w głębi Machulec

Na stokach Machulca stoi drewniany krzyż poświęcony zastrzelonemu w tym miejscu w czasie II wojny światowej partyzantowi Motakowi. Na szczycie znajduje się wieża telekomunikacyjna.

## Szlaki turystyczne
– z Rajbrotu przez Dominiczną Górę (468 m), Piekarską Górę (515 m), Szpilówkę (516 m), Bukowiec (494 m) i Machulec do Czchowa.